# Bertrada de Montfort
Bertrada de Montfort (v 1070 - Abadia de Fontevrault 1117), reina consort de França (1092-1108).

## Orígens familiars
Filla de Simó I de Montfort i la seva segona esposa, la comtessa Agnès d'Evreux.

## Núpcies i descendents
El 1089 es casà amb el comte Folc IV d'Anjou. D'aquesta unió nasqué:
- Folc V d'Anjou (1092-v 1142), comte d'Anjou i rei de Jerusalem

El 1092 Bertrada abandonà el seu marit i es casà amb el rei Felip I de França el 15 de maig d'aquell any. D'aquesta unió nasqueren:
- Felip de França (1093- v 1123), comte de Mantes
- Florià de França (v 1093- d 1118, senyor de Nagis
- Eustàquia de França
- Cecília de França (1097- d 1145), casada el 1106 amb Tancred d'Antioquia i el 1115 amb Ponç de Trípoli

Es van casar quan els dos esposos dels contraents encara vius, per la qual cosa primerament el bisbe de Lió el 1094, i l'any següent el Papa Urbà II dictaren una ordre d'excomunió pel rei francès. L'enamorament fou tan gran que tots els intents de Felip I d'abandonar Bertrada foren en va.
Bertrada era ansiosa que el seu fill gran Felip succeís al seu pare Felip I, en comptes de l'hereu legal Lluís de França. És per això que demanà ajuda a Enric I d'Anglaterra per tal que aquest segrestés l'infant francès. Sense que aquest actués sembla que Bertrada intentà posar fi a la vida de l'infant Lluís en diverses ocasions més, sense que ho aconseguís.
A la mort del rei Felip I el 1108 Bertrada es retirà a la vida contemplativa a l'abadia de Fontevrault on morí el 14 de febrer de 1117.